# ستيف كريستيانسن
ستيف كريستيانسن (بالإنجليزية: Steve Christiansen) هو مجدف أمريكي، ولد في 10 نوفمبر 1956 في بيرث أمبوي في الولايات المتحدة.

## وصلات خارجية
- ستيف كريستيانسن على موقع الاتحاد الدولي للتجديف (الإنجليزية)
- ستيف كريستيانسن على موقع أوليمبيديا (الإنجليزية)